# Rubino (sommergibile)
Il Rubino è stato un sommergibile della Regia Marina.

## Storia
Una volta ultimato fu destinato alla III Squadriglia Sommergibili di La Spezia.
Impiegato per l'addestramento nel Tirreno, nel 1938 fu trasferito alla XIII Squadriglia Sommergibili (senza cambiare base) e compì vari viaggi nell'Adriatico, nel Dodecaneso ed al largo del Nord Africa.
Al comando del tenente di vascello Paolo Comel, partecipò clandestinamente alla guerra di Spagna con una singola ed infruttuosa missione a nord dell'isola La Galite, dal 27 agosto al 4 settembre 1937.
All'ingresso dell'Italia nella seconda guerra mondiale era a Taranto, inquadrato nella 47ª Squadriglia del IV Grupsom; lo comandava il tenente di vascello Luigi Trebbi (figlio di Italo e di Bonini Paola, nato a Torino il 18 maggio 1908), che ne aveva assunto il comando il 26 ottobre 1939 sostituendo il collega Gino Birindelli .
Il 18 giugno lasciò la base pugliese portandosi a Tobruk e quindi nel suo settore d'agguato, una ventina di miglia ad ovest di Alessandria d'Egitto, ove giunse il 21 giugno.
Individuato da aerei e rilevato poi dai cacciatorpediniere Dainty, Defender, Decoy, Ilex e Voyager che erano in mare nell'ambito dell'operazione di rifornimento «MA3», fu bombardato con cariche di profondità, uscendone comunque solo con danni lievi.
Si trasferì poi una quarantina di miglia a settentrione, arrivando in tale zona il 25 giugno, ma quasi subito invertì la rotta per rientrare a Taranto, su ordine del comando.
Verso l'una del pomeriggio del 29, durante la navigazione di rientro, giunto ormai in prossimità della costa pugliese, fu sorvolato da un velivolo che non attaccò, facendo quindi presumere la sua appartenenza alla Regia Aeronautica od alla Luftwaffe; si trattava invece di uno dei quattordici idrovolanti antisommergibile messi in campo dagli inglesi per l'operazione «MA3», che dopo essersi allontanato aveva dato l'allarme.
Alle due, infatti, l'idrovolante Short Sunderland contrassegnato L 5084 assalì il Rubino – che si trovava ad una quarantina miglia per 150° da Capo Santa Maria di Leuca – e sganciò alcune bombe due delle quali impattarono a poppa della torretta, provocando il repentino affondamento del sommergibile in posizione 39°10' N e 18°49' E.
Con il sommergibile s'inabissarono il comandante Trebbi, il direttore di macchina (tenente del Genio Navale Arturo Godano), 8 sottufficiali e 30 fra sottocapi e marinai; sopravvissero solo il comandante in seconda (sottotenente di vascello Giuseppe Bracco) ed altri tre uomini (il tenente del Genio Navale Giuseppe Germano, il guardiamarina Ottone Hirsch ed il capo Arturo Maroni), recuperati dallo stesso idrovolante inglese, ammarato subito dopo aver affondato il Rubino.
In quell'unica missione bellica il sommergibile aveva percorso 1342 miglia in superficie e 262 in immersione.